# Shahobiddin Zoirov
Shahobiddin Shokirovič Zoirov (uzb. Shahobiddin Shokirovich Zoirov, in russo Шахобидди́н Шоки́рович Зои́ров?, in en. Shakhobidin Zoirov; Kogon, 3 marzo 1993) è un pugile uzbeko.

## Palmarès
- Olimpiadi

Rio de Janeiro 2016: oro nei pesi mosca.
- Giochi asiatici

Incheon 2014: argento nei pesi mosca.